# Parník Vyšehrad (1866)
Kolesový parník Vyšehrad byl postavený pro Pražskou paroplavební společnost jako její druhý parník hned po parníku Praha. Na Vltavu byl spuštěn poprvé roku 1866 a svou plavbu ukončil až roku 1953.

## Historie
Druhý parník Pražské paroplavební společnosti z roku 1866,  Vyšehrad, byl postaven rok po parníku Praha-Prag a dalo by se říct, že i díky jeho úspěšné sezóně. 
Parník Vyšehrad byl kopií parníku Praha a vyrobila ho opět továrna J. J. Rustona za 29 500 zlatých. Té byla dána přednost před nabídkami firmy O. Schlicka za 17 000 zl. nebo Č. Daňka za 30 000 zl.  HUBERT, Miroslav. Dějiny plavby v Čechách. Děčín: [s.n.], 1997.
Stavba parníku byla započata v lednu a předána 9. května 1866 Pražské paroplavební společnosti. Den poté parník vykonal zkušební plavbu. Parník Vyšehrad.
Kapitánem parníku Vyšehrad se po zaučení děčínským kapitánem Antonem Stolzem stal J. Tater, štěchovický rodák a plavec. Pro zajímavost, v zastávce Třebenice na lodní trase Praha-Slapy se nachází hostinec "U Taterů". 
Tento parník Vyšehrad není totožný s dnešním historickým parníkem Vyšehrad. Ten byl vyprojektován ing. Hussem a vyrobeným v Ústí nad Labem až v roce 1938.

## Technický popis
Kapacita parníku Vyšehrad byla až 600 osob na palubě. Na délku měl 42,7 m, na šířku i s kolesy 9 m a boční výška činila 2,57 m. Ponor nenaložené lodi byl 0,42 m a obsazené 0,70 m. VICHTA, František. Historie pražské paroplavby. Praha: [s.n.], 2007.
Parní stroj byl označován typově jako kývavý dvojčitý. Jeho výkon dosahoval 58,4 ki (koní indukovaných). Zdvih válců byl 540 a 675 mm. Parní kotel vytvářel tlak páry 1,4 atmosfér. Kolesa, umístěná na bocích parníku, měla 10 lopat vyrobených ze dřeva s rozměry 180x40 mm. VICHTA, František. Historie pražské paroplavby. Praha: [s.n.], 2007.

## Využití
Parník Vyšehrad byl nasazen na trasu Praha-Štěchovice, zatímco na trase Praha-Zbraslav plul parník Praha. Plul po Vltavě 90 let až do roku 1953. Za dobu své plavby vystřídal také několik jmen. V letech 1928-1942 byl přejmenován na parník Zbraslav, v letech 1942-1945 se nazýval Königsaal a v letech 1945-1953 opět Zbraslav. HUBERT, Miroslav. Dějiny plavby v Čechách. Děčín: [s.n.], 1997.